# One Manhattan Square
One Manhattan Square är en skyskrapa som ligger på Manhattan i New York, New York i USA.
Byggnaden uppfördes mellan 2015 och 2018 som en fastighet för bostäder. Den är 243,8 meter hög och har 72 våningar.